# Ropesville
Ropesville város az Amerikai Egyesült Államok Texas államában, Hockley megyében. Lakosainak száma 430 fő (2020. április 1.).

## Népesség
A település népességének változása:
| Lakosok száma | 517  | 434  | 430  |
|               | 2000 | 2010 | 2020 |